# Geonoma chlamydostachys
Geonoma chlamydostachys är en enhjärtbladig växtart som beskrevs av Galeano-garcés. Geonoma chlamydostachys ingår i släktet Geonoma och familjen Arecaceae. Inga underarter finns listade i Catalogue of Life.